# Dios se lo pague
Dios se lo pague es una película argentina de 1948 dirigida por Luis César Amadori, protagonizada por Zully Moreno y Arturo de Córdova, adaptación de la obra teatral "Dios se lo pague" de Joracy Camargo.
Fue la primera película que Argentina envió para los premios Oscar, pero no quedó seleccionada (hasta 1956 no existieron nominaciones a mejor película internacional, la Academia estadounidense distinguía a una película extranjera sin nominación previa).
Se estrenó el 16 de marzo de 1948 en Mar del Plata, inaugurando el Primer Festival de Cine Argentino, organizado por el gobierno de la provincia de Buenos Aires.
En 1981 se realizó en Argentina una versión televisiva en formato de telenovela con libro de Vicente Sesso y traducción de Elisa Cambaceres de Serra por A.T.C. Argentina Televisora Color (Canal 7), protagonizada por Víctor Hugo Vieyra y Leonor Benedetto.
En 1998 se realizó la versión colombiana de Dios se lo pague; se trata de la telenovela que inaugura el Canal Caracol, protagonizada por Margarita Ortega y Jairo Camargo y realizada por DFL Televisión.
En una encuesta de las 100 mejores películas del cine argentino llevada a cabo por el Museo del Cine Pablo Ducrós Hicken en el año 2000, la película alcanzó el puesto 14.

## Sinopsis
Una mujer jugadora que frecuenta casinos clandestinos, Nancy, que ostenta su elegancia para disimular su pobreza mientras espera que un hombre adinerado aparezca y se ocupe de ella, conversa con el viejo que mendiga en la puerta de un casino. Poco después, un pretendiente rico y misterioso le ofrece una vida de lujos, aunque alejada de las convenciones sociales. Este no desea casarse ni contarle nada de su vida;  a cambio le ofrece lujos y todo lo que ella soñó toda la vida. 
Pero también conoce al hijo de un empresario textil muy importante que se obsesiona con ella y comienza a perseguirla. Le propone que escapen juntos y hasta roba para financiar su huida a Estados Unidos.
Pero el día que debían irse Mario no deja la casa en el horario habitual y Nancy se asusta. El mendigo y Mario resultan ser la misma persona. Ella decide no dejar a Mario y en cambio va a la iglesia donde el mendigo pide limosna.  Ambos entrar a casarse.

## Reparto
- Arturo de Córdova ... Mario Álvarez / Juca
- Zully Moreno ... Nancy
- Enrique Chaico ... Barata
- Florindo Ferrario ... Richarson hijo
- Federico Mansilla ... Richarson padre
- Zoe Ducós ... María
- José Comellas
- Demelo Rensahm
- José Paonessa
- Tito Grassi
- Mercedes Perdiguero
- Ramón Garay ... Gerente del Gran Hotel
- Amadora Gerbolés
- Eloísa Martínez
- Adolfo Linvel ... Tomás
- Roberto Bordoni
- Aída Villadeamigo
- Nicolás Taricano
- Enrique de Pedro
- Raúl Deval
- Warly Ceriani ... Médico

## Premios
5 Premios de la Academia de las Artes y Ciencias Cinematográficas de la Argentina.
- Mejor película.
- Mejor director.
- Mejor actor: Arturo de Córdova.
- Mejor actriz: Zully Moreno.
- Mejor actor de reparto: Enrique Chaico.

Además, la Academia de las Artes y Ciencias Cinematográficas de la Argentina otorgó 3 plaquetas académicas y diplomas por sus contribuciones a la película:
- Sonido: Tulio Demicheli, Alberto Etchebehere, Juan Ehlert, Mario Fezia y Carlos Marín.
- Montaje: Jorge Garate.
- Cámara: Roque Giacovino.

Certamen Hispanoamericano de MadridMejor filme argentino.